# Coone
Nella mitologia greca,  Coone  era uno dei guerrieri che presero parte alla guerra di Troia tra i difensori della città; il personaggio compare nell'Iliade.

## Il mito
Figlio primogenito di Antenore, Coone assistette durante una delle tante battaglie allo scontro di Ifidamante, il più giovane dei suoi fratelli, contro Agamennone, che si concluse con la morte di Ifidamante. Mosse allora contro Agamennone, deciso a vendicare il fratello minore. Senza farsi vedere si avvicinò al nemico e scagliò la sua lancia che colpì il bersaglio, ferendolo gravemente ad un braccio; Agamennone però si riprese e Coone venne sopraffatto e decapitato.

## Iconografia
L'amore fraterno di Coone e Ifidamante era rappresentato sull'arca di Cipselo, opera perduta, ma di cui ci è rimasta una descrizione da parte di Pausania: Coone affronta Agamennone sul corpo del fratello, scena accompagnata dalla seguente iscrizione: "Ecco Ifidamante, ed ecco Coone che combatte per lui".

### Fonti
- Omero, Iliade, XI, versi 248-256. Libro XIX 53.

### Traduzione delle fonti
- Omero, Iliade, quinta edizione, Bergamo, BUR, 2005, ISBN 88-17-17273-1. Traduzione di Giovanni Cerri